# Hélène Gautier-Pictet
Hélène Gautier ou Gautier-Pictet, née le 8 mai 1888 à Berne et morte le 14 décembre 1973 à Genolier, est une féministe genevoise. Elle est la fondatrice du Centre de liaison des associations féminines genevoises (CLAFG) en 1937.

## Biographie
Hélène Gautier est la fille de Marie Hirschgartner et Paul Pictet. Son père est juriste de profession, puis journaliste et fondateur en 1898 du journal La Suisse. Elle épouse un banquier, Charles Gautier en 1909,.
Auditrice à l'Université de Genève, elle fait la connaissance de la féministe genevoise Émilie Gourd. Sous son influence, elle s'intéresse à la cause des droits des femmes à Genève. Elle fonde l'Association féminine d'éducation nationale et le Centre de liaison des associations féminines genevoises (CLAFG) qu’elle préside pendant 20 années. Elle souhaite faire du CLAFG une plate-forme de coordination des associations s'occupant des femmes, afin d'améliorer leur condition. 
Elle rejoint les quakers (la Société religieuse des Amis) en 1941 et devient un pilier de cette communauté, où elle s'emploie à soutenir les activités francophones.
Hélène Gautier est d'avis que « pour les femmes, le droit de vote n’est pas un but, c’est un point de départ », position qu'elle affirme dès 1946. En 1951, elle laisse la présidence du CLAFG à Renée Girod et se lance dans une nouvelle campagne pour l'obtention du droit de vote des femmes à Genève. À la suite d’un échec en votation populaire en 1946, le Grand Conseil organise une consultation des femmes sur cette question qui a lieu fin 1952, avec 85 % de voix en faveur du droit de vote. La votation (des hommes seuls) fin 1953 échoue à nouveau avec seulement 43 % de voix en faveur du changement. Le droit de vote des femmes au niveau cantonal à Genève sera acquis en 1960 (avec 55 % des voix).
Hélène Gautier-Pictet s'investit ensuite dans le pacifisme. Elle meurt en 1973.

## Le CLAFG
Lorsqu'elle fonde le Centre de liaison des associations féminines genevoises (CLAFG) en 1937, dix associations en deviennent membres : l’Association genevoise des femmes universitaires, l'Association genevoise pour le suffrage féminin, le Lyceum Club de Genève, l'Association des femmes peintres, sculpteurs et décorateurs (Genève), l'Union suisse des amies de la jeune fille (Genève), l'Union mondiale de la femme pour la concorde internationale, l'Union des travailleurs sociaux, l'Union des institutrices primaires genevoises, l'Union amicale des écoles enfantines, l'Union des Femmes. L’Union chrétienne de jeunes filles (UCJF) et la « Goutte de lait » ont statut de membres sympathisants. 
Les présidentes successives de l'association sont : Hélène Gautier (1937-1951), Renée Girod (1951-1959), Valentine Weibel (1959-1972), Renée Chambordon (1972-1981), Gilberte Muller (1981-1984), et Arielle Wagenknecht (1984-1989).  
L'association porte nombre de revendications au Grand Conseil de Genève, qui la sollicite également pour donner son avis sur diverses questions ayant trait aux droits des femmes. Le nombre d'associations membres croît au cours des années, jusqu'à comporter 45 membres en 2019.

## Hommages et postérité
En 2019, l'association l'Escouade dans le cadre du projet 100Elles* renomme temporairement une rue au nom d’Hélène Gautier-Pictet.